# Rue Frédéric-Cailliaud
La rue Frédéric-Cailliaud est une voie de Nantes, en France,.

## Situation et accès
Située dans le quartier Malakoff - Saint-Donatien cette voie bitumée et ouverte à la circulation automobile, relie le boulevard de Stalingrad à la rue Gambetta, et longe le jardin des plantes sur son côté ouest. Une des quatre entrées du jardin s'y trouve face à l'extrémité ouest de la rue d'Allonville. À son extrémité nord, se trouve la place de la Médaille-Militaire, sur laquelle s'ouvre l'entrée principale du cimetière La Bouteillerie. Dans le cadre, des travaux d'aménagement de la gare nord, le tronçon au sud de la rue d'Allonville passe à sens unique (direction sud-nord) en décembre 2018.

## Origine du nom
du nom de l'explorateur nantais Frédéric Cailliaud qui fut les premiers conservateurs du Muséum d'histoire naturelle de Nantes,.

## Historique
Le nom initial de « rue des Trois-Pendus » se réfère à une légende selon laquelle trois jeunes gens accusés d'un meurtre perpétré en 1595 dans une maison située dans cette artère, avaient été hâtivement condamnés à mort et pendus. Peu après, on avait découvert le vrai coupable, et constaté leur innocence. Dans un élan de remords et de droiture, le juge responsable de l'erreur aurait fait graver et apposer une plaque sur la façade de la maison du crime (baptisé depuis « maison des 3 pendus ») sur laquelle était inscrit la maxime latine Intellige priusquam discutias  (« Réfléchis avant de parler »),. Lors de la restructuration du jardin des plantes, son directeur Jean-Marie Écorchard récupéra la plaque et la fit apposer sur l'un des murs de son logement de fonction.
En réalité, cette inscription est plus ancienne que le crime présumé, puisqu'elle apparait dans un jeton commémoratif datant de 1557 ayant appartenu à un échevin de la ville, un marchand nommé Ymbert d'Orléans, sieur de Beauvoir et de la Grélière, lequel résidait dans ladite « rue des Trois-Pendus » (le nom de « ruelle d'Orléans » utilisée naguère pour désigner cette artère, rappelle également le souvenir de ce notable).
En janvier 1792, Jean-Baptiste Carrier, après avoir occupé l'hôtel de La Villestreux, s'installe dans une maison située « chemin de Richebourg », à l'angle des actuelles rues Frédéric-Cailliaud et d'Allonville. Cette maison, un hôtel particulier bâti au XVIe siècle conservera ensuite les modifications apportées par Carrier (ouvertures donnant sur la rue obstruée), et sera détruite en 1972.
La « rue des Trois-Pendus » reprend une partie du tracé de l'actuelle voie. Il s'agissait alors d'un chemin traversant des tenues maraîchère dont l'une appartenait au couvent des Ursulines qui possédait de nombreux terrains dans les environs, puisqu'un document en date du 4 septembre 1733, relate que les Dames Ursulines et les Pères de la Chartreuse furent condamnés à paver « la tenue, donnant d’un bout au chemin de Richebourg et de l’autre au chemin pour aller à l’Eglise de Saint-Donatien ». En 1793, une pétition signée par les habitants réclame que le chemin reste clos. Il en sera ainsi en 1820, lorsque la partie nord était incluse dans le cimetière La Bouteillerie, tandis que la partie sud fut louée à un jardinier qui fut d'ailleurs invité à rendre le terrain à la commune et à y laisser passer le public.
Après avoir été appelée « rue des Trois-Pendus » puis « ruelle d'Orléans » elle est renommée, en 1874, « Rue Frédéric-Cailliaud ».
En 2012, l'ancienne chapelle du couvent des Filles de la sagesse datant du XIXe siècle situé no 19 de la rue est transformé en un hôtel atypique de 28 chambres d'une superficie de 16 à 26 m2 répartie sur 3 étages, baptisé « Sōzō Hôtel ».

## Voies secondaires

### Place de la Médaille-Militaire
Localisation : 47° 13′ 17″ N, 1° 32′ 36″ O
Cette place triangulaire longée par la rue Gambetta, est bordée par le jardin des plantes au sud-est et le cimetière La Bouteillerie à l'est dont elle donne accès à l'entrée principale. Son nom lui a été attribuée le 12 mars 2007.